# Vice-royauté de Nouvelle-Grenade
Pour les articles homonymes, voir Nouvelle-Grenade.
1717–1723
1739–1810
1816–1822
Entités précédentes :
- Vice-royauté du Pérou (1717)
- Vice-royauté du Pérou (1739)

Entités suivantes :
- Vice-royauté du Pérou (1723)
- Provinces-Unies de Nouvelle-Grenade (1810)
- Grande Colombie (1819)

La vice-royauté de Nouvelle-Grenade était une entité administrative et politique, fondée par la couronne d'Espagne, composée des actuels États de Colombie, Équateur, Panama et Venezuela (qui comprenait alors Guyana et Trinité-et-Tobago). Elle a existé durant trois périodes, de 1717 à 1723, de 1739 à 1810 et de 1816 à 1819. Cette entité administrative était administrée par un vice-roi nommé par le roi d'Espagne. Sa capitale était Santa Fe de Bogota.

## Histoire coloniale
C'est en 1514 que les Espagnols établissent les premières colonies de peuplement permanentes. Avec Santa Marta (1525) et Cartagena (1533), le contrôle de l'Espagne sur les côtes est établi et l'expansion vers l'intérieur des terres peut commencer. Le conquistador Gonzalo Jiménez de Quesada colonise une région très étendue en suivant le fleuve Magdalena dans la cordillère des Andes en défaisant le puissant peuple des Chibcha et fondant la ville de Santa Fe de Bogota (en 1538 environ) (actuellement Bogota). Il nomme la région El nuevo reino de Granada, le nouveau royaume de Grenade en référence au royaume musulman qui existait dans l'extrême sud de l'Espagne jusqu'en 1492, date de la prise de Grenade par les forces combinées d'Aragon et de Castille.
Pour permettre l'établissement d'un gouvernement civil en Nouvelle-Grenade, une Audiencia voit le jour à Santa Fé de Bogota en 1548-1549, un corps combinant autorité judiciaire et exécutive, jusqu'à ce que soit créée une presidencia ou gouvernorat en 1564 qui assumera le pouvoir exécutif. À ce moment, la Nouvelle-Grenade est considérée comme une capitainerie générale dépendant de la vice-royauté du Pérou. La juridiction de l’Audiencia s'étend à toutes les provinces environnantes correspondant à la Nouvelle-Grenade ainsi qu'aux nouvelles régions conquises lors des années qui suivront.
Le gouverneur dépend du vice-roi du Pérou à Lima, mais la lenteur des communications entre les deux capitales conduit à l'établissement d'une vice-royauté de Nouvelle-Grenade en 1717 (et son rétablissement en 1739 après une courte interruption); d'autres provinces correspondant aux États actuels d'Équateur, Venezuela et Panama, jusqu'alors sous d'autres juridictions sont rattachées à celle de Bogota, confirmant ainsi la ville comme l'un des principaux centres administratifs du Nouveau-Monde avec Lima et Mexico. Des tentatives sporadiques de réformes viseront à améliorer le contrôle de l'autorité centrale, mais celui-ci n'y sera jamais totalement effectif.
La géographie rude et diverse du nord de l'Amérique du Sud, ainsi que le peu de routes carrossables, rendent voyages et communications difficiles au sein de la vice-royauté. L'établissement d'une capitainerie générale à Caracas et d'une Audiencia à Quito, toujours légalement subordonnées au vice-roi, sera la réponse à la nécessité d'un gouvernement effectif des régions périphériques. Certains analystes considèrent que ceci reflète un certain degré de traditions locales qui, bien plus tard, contribuèrent sans doute aux différences politiques et nationales entre les territoires nouvellement indépendants qui rendront vains les efforts d'unification de Simón Bolívar.

## Divisions administratives
Le territoire dirigé par le vice-roi de Nouvelle-Grenade regroupe plusieurs provinces ou gouvernorats détachés de la vice-royauté du Pérou en 1717. 
- Santa Fe
- Antioquia
- Casanare
- Carthagène
- Chocó
- Darién
- Llanos de San Juan et San Martín
- Mariquita
- Neiva
- Panamá
- Portobelo et Darién
- Riohacha
- San Juan de Girón
- Santa Marta
- Veragua et Alange
- Tunja
- El Socorro
- Pamplona
- Quito
- Cuenca
- Guayaquil
- Jaén de Bracamoros
- Maynas
- Popayán
- Quijos, Canelos et Macas

Les sept provinces situées dans le Venezuela actuel furent à leur tour détachées de la Vice-royauté de Nouvelle-Grenade en 1777 pour former la Capitainerie générale du Venezuela : 
- Caracas
- Barinas
- Nouvelle-Andalousie (devient la Cumaná en 1810)
- Guayana
- Maracaibo
- Margarita
- Trinidad